# Daisy Diamond
Pour plus de détails, voir Fiche technique et Distribution.
Daisy Diamond est un film danois sorti en 2007 réalisé par Simon Staho (en).

## Synopsis
C'est l'histoire tragique d'Anna (Noomi Rapace) qui rêve de devenir actrice.
Elle part de Suède à destination de Copenhague pour poursuivre son rêve, accompagnée de son petit ami violent et de sa fille Daisy, un nourrisson.
Une fois sur place, elle déchante: elle doit emporter Daisy avec elle aux auditions, et ses cris lui font systématiquement rater le rôle recherché.
Un soir, à bout, elle noie Daisy dans la baignoire.
Commence alors une tornade d'autodestruction : elle se prostitue auprès d'hommes et de femmes sous le pseudonyme « Daisy Diamond » et tourne dans des films pornographiques.
Elle réussit finalement à tourner dans un film, et dans le cadre de son rôle, plonge dans une baignoire,,,,.

## Fiche technique
- Titre : Daisy Diamond
- Réalisation : Simon Staho (en)
- Scénario : Simon Staho et Peter Asmussen
- Producteur :
- Société de production : Sonet Film AB, XX Film, Zentropa Entertainments
- Musique originale :
- Pays :  Danemark
- Langue : anglais, suédois, danois
- Genre : Drame
- Durée : 1 h 34
- Date de sortie : 
  -  Espagne : 28 septembre 2007 au Festival international du film de Saint-Sébastien
  -  Danemark : 23 novembre 2007
  -  Suède : 23 novembre 2007
  -  Roumanie : 30 mai 2008 au Festival international du film de Transylvanie

## Distribution
- Noomi Rapace : Anna
- Trine Dyrholm : Eva
- Dejan Čukić : Bettina
- Thure Lindhardt : l'acteur du casting
- Benedikte Hansen : l'instructrice n° 1
- Morten Kirkskov : l'assistant de l'instructrice n° 1
- Amelie Thomesen : Daisy
- Sofie Pedersen Munkholm : Daisy
- Shanaya Ingemansen : Daisy
- Hjálmar Sigtryggsson : Daisy
- Snæfridur Jónsdottir : Daisy
- Jonathan Weis Brüel : Daisy
- Christopher Palmelund Simonsen : Daisy
- Lotus Bjerren Kjersgaard Ravn : Daisy
- Lotte Andersen : l'instructrice n° 2
- Laura Drasbæk : l'actrice du casting
- Bent Mejding : Far